# Alfred Schmidt (labdarúgó)
Alfred Schmidt (Dortmund, 1935. szeptember 5. – Dortmund, 2016. november 11.) nyugatnémet válogatott német labdarúgó, fedezet, edző.

## Pályafutása

### Klubcsapatban
Az SpVgg Berghofen csapatában kezdte a labdarúgást. 1956 és 1968 között a Borussia Dortmund labdarúgója volt. Tagja volt
az 1956–57-es és az 1962–63-as idényben bajnok, az 1965-ben nyugatnémet kupát és az 1966-ban kupagyőztesek-Európa-kupáját nyert együttesnek. 1968-ban vonult vissza az aktív labdarúgástól.

### A válogatottban
1957 és 1964 között 25 alkalommal szerepelt a nyugatnémet válogatottban és nyolc gólt szerzett. Tagja volt az 1958-as svédországi világbajnokságon negyedik helyezést elért csapatnak.

### Edzőként
1968 és 1975 között folyamatosan edzőként tevékenykedett. 1968 és 1970 között a SSV Jahn Regensburg, 1970–71-ben a Kickers Offenbach vezetőedzője volt. Az offenbachi csapattal 1970-ben nyugatnémet kupát nyert. 1971–72-ben a Preußen Münster, 1972–73-ban az FK Pirmasens szakmai munkáját irányította. 1973-ban visszatért az SSV Jahn Regensburg együtteséhez. Itt 1975-ig dolgozott. 1990 és 1992 között és 1993–94-ben még két alkalommal volt a regensburgi csapat vezetőedzője.

## Sikerei, díjai

### Játékosként
NSZK
- Világbajnokság
  - 4.: 1958, Svédország

 Borussia Dortmund
- Nyugatnémet bajnokság (Oberliga / Bundesliga)
  - bajnok: 1956–57, 1962–63
  - 2.: 1965–66
- Nyugatnémet kupa (DFB-Pokal)
  - győztes: 1965
  - döntős: 1963
- Kupagyőztesek Európa-kupája (KEK)
  - győztes: 1965–66

### Edzőként
Kickers Offenbach
- Nyugatnémet kupa (DFB-Pokal)
  - győztes: 1970